# Valley of Eagles
Valley of Eagles is een Britse avonturenfilm uit 1951 onder regie van Terence Young. Destijds werd de film in Nederland uitgebracht onder de titel Vallei der adelaars.

## Verhaal
De Zweedse geleerde Nils Åhlén ontwerpt een toestel dat geluidsgolven omzet in elektrische energie. Zijn vrouw steelt het apparaat en vlucht er door Lapland mee naar de Sovjet-Unie. Samen met Kara Niemann en inspecteur Peterson tracht Åhlén het toestel terug te krijgen, voordat het in verkeerde handen valt.

## Rolverdeling
| Acteur              | Personage                                      |
| ------------------- | ---------------------------------------------- |
| Jack Warner         | Inspecteur Peterson                            |
| Nadia Gray          | Kara Niemann                                   |
| John McCallum       | Dr. Nils Åhlén                                 |
| Anthony Dawson      | Sven Nyström                                   |
| Mary Laura Wood     | Helga Åhlén                                    |
| Naima Wifstrand     | Barones Erland                                 |
| Norman Macowan      | McTavis                                        |
| Alfred Maurstad     | Trerik                                         |
| Martin Boddey       | Hoofdman van de verloren vallei                |
| Christopher Lee     | Rechercheur Holt                               |
| Ewen Solon          | Rechercheur Anderson                           |
| Gösta Cederlund     | Professor Lind                                 |
| Sten Lindgren       | Directeur-generaal van het onderzoeksinstituut |
| Kurt-Olof Sundström |                                                |
| Peter Blitz         | Anders                                         |